# Hjalmar Hammarskjöld
Knut Hjalmar Leonard Hammarskjöld ( PRONÚNCIA; 4 de fevereiro de 1862 — 12 de outubro de 1953) foi um político da Suécia. Ocupou o lugar de primeiro-ministro da Suécia no período de 1914-1917.